# (GI)
Albums de The Germs
Lexicon Devil
(1978) What We Do Is Secret
(1981)
(GI) est l'unique album studio du groupe punk-rock The Germs, sorti en 1979. 

## L'album
(GI) alias Germs Incognito est un classique du punk-rock et du hardcore. Un an après la production de l'album, Darby Crash meurt d'une overdose. Il fait partie des 1001 albums qu'il faut avoir écoutés dans sa vie. Il reste le seul album studio du groupe.

### Titres
Tous les titres sont de Darby Crash et Pat Smear.
1. What We Do Is Secret (0:43)
2. Communist Eyes (2:15)
3. Land of Treason (2:09)
4. Richie Dagger's Crime (1:56)
5. Strange Notes (1:52)
6. American Leather (1:11)
7. Lexicon Devil (1:44)
8. Manimal (2:11)
9. Our Way (1:56)
10. We Must Bleed (3:05)
11. Caught in My Eye (seulement sur les versions cassette) (3:25)
12. Media Blitz (1:29)
13. The Other Newest One (2:44)
14. Let's Pretend (2:34)
15. Dragon Lady (1:39)
16. The Slave (1:01)
17. Shut Down (Annihilation Man) (live) (9:40)

### Musiciens
- Darby Crash : voix
- Pat Smear : guitare, voix
- Lorna Doom : basse, voix
- Don Bolles : batterie, voix